# Luiz Renato Carneiro da Silva Caldas
Luiz Renato Carneiro da Silva Caldas (Macaé, 15 de julho de 1929 – 22 de setembro de 1991) foi um médico brasileiro.
Foi eleito membro da Academia Nacional de Medicina em 1983, ocupando a Cadeira 84, que tem Manuel Dias de Abreu como patrono.